# Fußball-Weltmeisterschaft der Frauen 2015/Gruppe A
| Pl. | Land        | Sp. | S | U | N | Tore    | Diff. | Punkte |
| --- | ----------- | --- | - | - | - | ------- | ----- | ------ |
| 1.  | Kanada      | 3   | 1 | 2 | 0 | 002:100 | +1    | 05     |
| 2.  | China       | 3   | 1 | 1 | 1 | 003:300 | ±0    | 04     |
| 3.  | Niederlande | 3   | 1 | 1 | 1 | 002:200 | ±0    | 04     |
| 4.  | Neuseeland  | 3   | 0 | 2 | 1 | 002:300 | −1    | 02     |

Gruppe A der Fußball-Weltmeisterschaft der Frauen 2015:

## Kanada – China 1:0 (0:0)
| Kanada                                       | Kanada | China | China | Aufstellung                    |
| -------------------------------------------- | --- | --- | ----- | ------------------------------ |
| Kanada                                       | \| 1. Spieltag \| \| 6. Juni 2015 um 16:00 Uhr in Edmonton \| \| Zuschauer: 53.058 \| \| Schiedsrichterin: Kateryna Monsul ( Ukraine) \| \| Spielbericht \| | \| 1. Spieltag \| \| 6. Juni 2015 um 16:00 Uhr in Edmonton \| \| Zuschauer: 53.058 \| \| Schiedsrichterin: Kateryna Monsul ( Ukraine) \| \| Spielbericht \|                                      | China | Aufstellung Kanada gegen China |
| Kanada                                       | Erin McLeod – Josée Bélanger, Kadeisha Buchanan, Lauren Sesselmann, Allysha Chapman – Desiree Scott (71. Jessie Fleming), Ashley Lawrence, Melissa Tancredi (77. Adriana Leon), Jonelle Filigno (61. Kaylyn Kyle) – Christine Sinclair , Sophie Schmidt Cheftrainer: John Herdman ( England) | Wang Fei – Wu Haiyan , Zhao Rong, Li Dongna, Liu Shanshan – Tan Ruyin, Ren Guixin, Wang Lisi (42. Han Peng), Li Ying (62. Zhang Rui), Gu Yasha (87. Ma Jun) – Wang Shanshan Cheftrainer: Hao Wei | China | Aufstellung Kanada gegen China |
| Kanada                                       | 1:0 Sinclair (90.+2’, Foulelfmeter) | | China | Aufstellung Kanada gegen China |
| Kanada                                       | Scott | | China | Aufstellung Kanada gegen China |
| Kanada                                       | Spieler des Spiels: Sophie Schmidt (Kanada) | | China | Aufstellung Kanada gegen China |
| 1. Spieltag                                  | | |       |                                |
| 6. Juni 2015 um 16:00 Uhr in Edmonton        | | |       |                                |
| Zuschauer: 53.058                            | | |       |                                |
| Schiedsrichterin: Kateryna Monsul ( Ukraine) | | |       |                                |
| Spielbericht                                 | | |       |                                |

## Neuseeland – Niederlande 0:1 (0:1)
| Neuseeland                                             | Neuseeland | Niederlande | Niederlande | Aufstellung                              |
| ------------------------------------------------------ | --- | --- | ----------- | ---------------------------------------- |
| Neuseeland                                             | \| 1. Spieltag \| \| 6. Juni 2015 um 19:00 Uhr in Edmonton \| \| Zuschauer: 53.058 \| \| Schiedsrichterin: Quetzalli Alvarado Godínez ( Mexiko) \| \| Spielbericht \|                                                                         | \| 1. Spieltag \| \| 6. Juni 2015 um 19:00 Uhr in Edmonton \| \| Zuschauer: 53.058 \| \| Schiedsrichterin: Quetzalli Alvarado Godínez ( Mexiko) \| \| Spielbericht \| | Niederlande | Aufstellung Neuseeland gegen Niederlande |
| Neuseeland                                             | Erin Nayler – Ria Percival, Rebekah Stott, Abby Erceg , Ali Riley – Annalie Longo, Katie Duncan, Katie Bowen (72. Betsy Hassett) – Hannah Wilkinson, Amber Hearn, Sarah Gregorius (67. Jasmine Pereira) Cheftrainer: Tony Readings ( England) | Loes Geurts – Petra Hogewoning, Mandy van den Berg , Stefanie van der Gragt, Desiree van Lunteren – Anouk Dekker (84. Tessel Middag), Daniëlle van de Donk, Sherida Spitse – Lieke Martens (90.+2’ Kirsten van de Ven), Vivianne Miedema (81. Shanice van de Sanden), Manon Melis Cheftrainer: Roger Reijners | Niederlande | Aufstellung Neuseeland gegen Niederlande |
| Neuseeland                                             | 0:1 Martens (33.) | | Niederlande | Aufstellung Neuseeland gegen Niederlande |
| Neuseeland                                             | van de Donk, Martens | | Niederlande | Aufstellung Neuseeland gegen Niederlande |
| Neuseeland                                             | 10. WM-Spiel der Neuseeländerinnen in Folge ohne Sieg (neuer Negativrekord), 100. Länderspiel von Amber Hearn | Lieke Martens erzielt das erste WM-Tor für die Niederlande. Die Niederländerinnen gewinnen als erste Mannschaft in ihrem ersten Spiel gegen eine Mannschaft mit WM-Erfahrung | Niederlande | Aufstellung Neuseeland gegen Niederlande |
| Neuseeland                                             | Spieler des Spiels: Lieke Martens (Niederlande) | | Niederlande | Aufstellung Neuseeland gegen Niederlande |
| 1. Spieltag                                            | | |             |                                          |
| 6. Juni 2015 um 19:00 Uhr in Edmonton                  | | |             |                                          |
| Zuschauer: 53.058                                      | | |             |                                          |
| Schiedsrichterin: Quetzalli Alvarado Godínez ( Mexiko) | | |             |                                          |
| Spielbericht                                           | | |             |                                          |

## China – Niederlande 1:0 (0:0)
| China                                         | China | Niederlande | Niederlande | Aufstellung                         |
| --------------------------------------------- | --- | --- | ----------- | ----------------------------------- |
| China                                         | \| 2. Spieltag \| \| 11. Juni 2015 um 16:00 Uhr in Edmonton \| \| Zuschauer: 35.544 \| \| Schiedsrichterin: Yeimy Martínez ( Kolumbien) \| \| Spielbericht \|                                           | \| 2. Spieltag \| \| 11. Juni 2015 um 16:00 Uhr in Edmonton \| \| Zuschauer: 35.544 \| \| Schiedsrichterin: Yeimy Martínez ( Kolumbien) \| \| Spielbericht \| | Niederlande | Aufstellung China gegen Niederlande |
| China                                         | Wang Fei – Liu Shanshan, Li Dongna, Zhao Rong, Wu Haiyan – Ren Guixin (71. Ma Jun), Tan Ruyin – Han Peng, Tang Jiali (86. Lou Jiahui), Wang Lisi – Wang Shanshan (57. Wang Shuang) Cheftrainer: Hao Wei | Sari van Veenendaal – Petra Hogewoning (59. Merel van Dongen), Mandy van den Berg , Stefanie van der Gragt, Desiree van Lunteren – Sherida Spitse, Daniëlle van de Donk, Tessel Middag (70. Anouk Dekker) – Lieke Martens, Vivianne Miedema, Manon Melis Cheftrainer: Roger Reijners | Niederlande | Aufstellung China gegen Niederlande |
| China                                         | 1:0 Wang Lisi (90.+1’) | | Niederlande | Aufstellung China gegen Niederlande |
| China                                         | Spieler des Spiels: Li Dongna (China) | | Niederlande | Aufstellung China gegen Niederlande |
| 2. Spieltag                                   | | |             |                                     |
| 11. Juni 2015 um 16:00 Uhr in Edmonton        | | |             |                                     |
| Zuschauer: 35.544                             | | |             |                                     |
| Schiedsrichterin: Yeimy Martínez ( Kolumbien) | | |             |                                     |
| Spielbericht                                  | | |             |                                     |

## Kanada – Neuseeland 0:0
| Kanada                                             | Kanada | Neuseeland | Neuseeland | Aufstellung                         |
| -------------------------------------------------- | --- | --- | ---------- | ----------------------------------- |
| Kanada                                             | \| 2. Spieltag \| \| 11. Juni 2015 um 19:00 Uhr in Edmonton \| \| Zuschauer: 35.544 \| \| Schiedsrichterin: Bibiana Steinhaus ( Deutschland) \| \| Spielbericht \| | \| 2. Spieltag \| \| 11. Juni 2015 um 19:00 Uhr in Edmonton \| \| Zuschauer: 35.544 \| \| Schiedsrichterin: Bibiana Steinhaus ( Deutschland) \| \| Spielbericht \|                                                                                              | Neuseeland | Aufstellung Kanada gegen Neuseeland |
| Kanada                                             | Erin McLeod – Allysha Chapman, Lauren Sesselmann (68. Carmelina Moscato), Kadeisha Buchanan, Josée Bélanger – Jonelle Filigno (63. Kaylyn Kyle), Ashley Lawrence, Desiree Scott (73. Adriana Leon), Melissa Tancredi – Sophie Schmidt, Christine Sinclair Cheftrainer: John Herdman ( England) | Erin Nayler – Ali Riley, Abby Erceg , Rebekah Stott, Ria Percival – Betsy Hassett (77. Katie Bowen), Katie Duncan, Annalie Longo – Sarah Gregorius (80. Rosie White), Amber Hearn, Hannah Wilkinson (89. Jasmine Pereira) Cheftrainer: Tony Readings ( England) | Neuseeland | Aufstellung Kanada gegen Neuseeland |
| Kanada                                             | Chapman | Percival, Gregorius | Neuseeland | Aufstellung Kanada gegen Neuseeland |
| Kanada                                             | Amber Hearn schießt Foulelfmeter an die Latte (33.) | | Neuseeland | Aufstellung Kanada gegen Neuseeland |
| Kanada                                             | Spieler des Spiels: Erin Nayler (Neuseeland) | | Neuseeland | Aufstellung Kanada gegen Neuseeland |
| 2. Spieltag                                        | | |            |                                     |
| 11. Juni 2015 um 19:00 Uhr in Edmonton             | | |            |                                     |
| Zuschauer: 35.544                                  | | |            |                                     |
| Schiedsrichterin: Bibiana Steinhaus ( Deutschland) | | |            |                                     |
| Spielbericht                                       | | |            |                                     |

Anmerkung: Schiedsrichterin Steinhaus unterbrach das Spiel wegen eines Unwetters nach vier Minuten, um es ca. 30 Minuten später erneut anzupfeifen.

## Niederlande – Kanada 1:1 (0:1)
| Niederlande                              | Niederlande | Kanada | Kanada | Aufstellung                          |
| ---------------------------------------- | --- | --- | ------ | ------------------------------------ |
| Niederlande                              | \| 3. Spieltag \| \| 15. Juni 2015 um 19:30 Uhr in Montreal \| \| Zuschauer: 45.420 \| \| Schiedsrichter: Ri Hyang-ok ( Nordkorea) \| \| Spielbericht \| | \| 3. Spieltag \| \| 15. Juni 2015 um 19:30 Uhr in Montreal \| \| Zuschauer: 45.420 \| \| Schiedsrichter: Ri Hyang-ok ( Nordkorea) \| \| Spielbericht \| | Kanada | Aufstellung Niederlande gegen Kanada |
| Niederlande                              | Loes Geurts – Merel van Dongen, Mandy van den Berg , Stefanie van der Gragt, Desiree van Lunteren (13. Dominique Janssen) – Sherida Spitse, Daniëlle van de Donk (72. Kirsten van de Ven), Anouk Dekker – Lieke Martens, Vivianne Miedema, Manon Melis Cheftrainer: Roger Reijners | Erin McLeod – Allysha Chapman, Carmelina Moscato, Kadeisha Buchanan, Josée Bélanger – Ashley Lawrence, Kaylyn Kyle (61. Melissa Tancredi), Jessie Fleming (61. Desiree Scott) – Adriana Leon, Christine Sinclair , Sophie Schmidt (81. Rhian Wilkinson) Cheftrainer: John Herdman ( England) | Kanada | Aufstellung Niederlande gegen Kanada |
| Niederlande                              | 1:1 van de Ven (87.) | 0:1 Lawrence (10.) | Kanada | Aufstellung Niederlande gegen Kanada |
| Niederlande                              | van der Gragt | Bélanger | Kanada | Aufstellung Niederlande gegen Kanada |
| Niederlande                              | Spieler des Spiels: Manon Melis (Niederlande) | | Kanada | Aufstellung Niederlande gegen Kanada |
| 3. Spieltag                              | | |        |                                      |
| 15. Juni 2015 um 19:30 Uhr in Montreal   | | |        |                                      |
| Zuschauer: 45.420                        | | |        |                                      |
| Schiedsrichter: Ri Hyang-ok ( Nordkorea) | | |        |                                      |
| Spielbericht                             | | |        |                                      |

## China – Neuseeland 2:2 (1:1)
| China                                     | China | Neuseeland | Neuseeland | Aufstellung                        |
| ----------------------------------------- | --- | --- | ---------- | ---------------------------------- |
| China                                     | \| 3. Spieltag \| \| 15. Juni 2015 um 18:30 Uhr in Winnipeg \| \| Zuschauer: 26.191 \| \| Schiedsrichter: Katalin Kulcsár ( Ungarn) \| \| Spielbericht \|                                                  | \| 3. Spieltag \| \| 15. Juni 2015 um 18:30 Uhr in Winnipeg \| \| Zuschauer: 26.191 \| \| Schiedsrichter: Katalin Kulcsár ( Ungarn) \| \| Spielbericht \| | Neuseeland | Aufstellung China gegen Neuseeland |
| China                                     | Wang Fei – Liu Shanshan, Li Dongna, Zhao Rong, Wu Haiyan – Ren Guixin, Tan Ruyin, Han Peng (84. Lou Jiahui), Tang Jiali (72. Wang Shuang), Wang Lisi (90.+3’ Li Ying) – Wang Shanshan Cheftrainer: Hao Wei | Erin Nayler – Ali Riley, Abby Erceg , Rebekah Stott, Ria Percival – Annalie Longo, Katie Duncan, Betsy Hassett (46. Katie Bowen) – Hannah Wilkinson, Amber Hearn, Sarah Gregorius (46. Rosie White, 89. Kirsty Yallop) Cheftrainer: Tony Readings ( England) | Neuseeland | Aufstellung China gegen Neuseeland |
| China                                     | 1:1 Wang Lisi (41., Handelfmeter) 2:1 Wang Shanshan (60.) | 0:1 Stott (28.) 2:2 Wilkinson (64.) | Neuseeland | Aufstellung China gegen Neuseeland |
| China                                     | Liu Shanshan, Wang Shuang | Erceg, Duncan | Neuseeland | Aufstellung China gegen Neuseeland |
| China                                     | Trainer Hao Wei wurde in der Nachspielzeit von der Schiedsrichterin auf die Tribüne geschickt. | | Neuseeland | Aufstellung China gegen Neuseeland |
| China                                     | Spieler des Spiels: Annalie Longo (Neuseeland) | | Neuseeland | Aufstellung China gegen Neuseeland |
| 3. Spieltag                               | | |            |                                    |
| 15. Juni 2015 um 18:30 Uhr in Winnipeg    | | |            |                                    |
| Zuschauer: 26.191                         | | |            |                                    |
| Schiedsrichter: Katalin Kulcsár ( Ungarn) | | |            |                                    |
| Spielbericht                              | | |            |                                    |